# Renaniana
Renaniana is een geslacht van vliesvleugeligen uit de familie Eulophidae. De wetenschappelijke naam van dit geslacht is voor het eerst geldig gepubliceerd in 1931 door Girault.

## Soorten
Het geslacht Renaniana is monotypisch en omvat slechts de volgende soort:
- Renaniana mirissima Girault, 1931